# The Screaming Woman (cuento de Ray Bradbury)
The Screaming Woman (en español: La mujer que gritaba) es un cuento del escritor estadounidense Ray Bradbury basado en un guion radiofónico que escribió para el programa Suspense de CBS, emitido el 25 de noviembre de 1948.
El cuento fue publicado en Today (The Philadelphia Inquirer) el 27 de mayo de 1951 y en Suspense Magazine, en su número de invierno de 1952. Es incluido en la antología de historias de terror The Graveyard Reader (1958) editada por Groff Conklin. También aparece en las antologías de Bradbury S is for Space (1966) y The Stories of Ray Bradbury (1980).

## Argumento
Una niña dice haber escuchado a una mujer gritando en el bosque, y que el grito salía de bajo tierra. Sus padres piensan que es imaginación de la niña.

## Adaptaciones
The Screaming Woman fue adaptado al cómic y publicado en el número de febrero-marzo de 1953 de Crime Suspenstories, de la editorial EC Comics, con guion de Albert Feldstein e ilustraciones de Jack Kamen.
En 1972, Jack Smight dirigió una película para la televisión, adaptada libremente del cuento, interpretada por 
Olivia de Havilland, Ed Nelson y Laraine Stephens.
Ray Bradbury adaptó el cuento para la serie televisiva The Ray Bradbury Theater. El episodio titulado The Screaming Woman fue emitido el  22 de febrero de 1986. Estuvo dirigido por Bruce Pittman e interpretado por 
Drew Barrymore, Janet-Laine Green y Roger Dunn.
El relato también se adaptó en
Treehouse of Horror Presents: Simpsons Wicked This Way Comes (2024), séptimo episodio de la trigésimo sexta temporada de la serie de televisión animada estadounidense Los Simpson, en el que se hace un homenaje a Bradbury. El título hace referencia a su novela de 1962 La feria de las tinieblas (en inglés: Something Wicked This Way Comes). En el episodio se recrean, además de The Screaming Woman, el relato Marionetas S. A. (1949) y la novela Fahrenheit 451 (1953).